# Il Ciliegio Edizioni
Il Ciliegio Edizioni è una casa editrice italiana fondata nel 2003 dall’autrice Giovanna Mancini.
Nata come casa editrice dedicata alla spiritualità e alla narrativa non di genere, si è poi sviluppata negli anni su più collane, dal thriller al fantasy. Si è specializzata nella lettura per l’infanzia, con testi ad alta leggibilità (accessibili a fruitori con difficoltà di lettura come chi accusa dislessia) e corredati di schede didattiche redatte da pedagogisti, che vengono spesso adottati dalle scuole.
Pubblica 60/65 titoli all’anno collocandosi, sulla base della categorizzazione ISTAT, fra le case editrici medio-alte.
Pubblica anche autori esordienti e non è classificabile tra gli editori a pagamento.
Ha sede a Lurago d'Erba in provincia di Como, e ha una distribuzione su tutto il territorio nazionale più il Canton Ticino.
Alcuni testi sono disponibili in lingua inglese, francese o spagnola.
Molte opere hanno ricevuto premi letterari prestigiosi, come il Molinello o Penna d’Autore e si sono fregiate del Marchio Microeditoria di Qualità (Albo d'Oro Microeditoria).
Dal 2014 il direttore editoriale è Giovanni Maria Pedrani.

## Le collane
- Ciliegine dai 3 ai 6 anni – Opere illustrate per bambini dai 3 ai 6 anni
- Ciliegine dai 6 ai 99 anni – Libri illustrati per bambini dai 6 anni, fruibili anche da adulti
- Ciliegine dai 9 ai 99 anni – Libri illustrati per bambini dai 9 anni, fruibili anche da adulti
- Le mie prime letture – Testi illustrati che educano al primo approccio alla lettura
- Narrativa – Opere non di genere
- Noiregialli – Opere di genere thriller (polizieschi tradizionali, noir, horror)
- Pegaso – Opere fantasy e di fantascienza
- Percorsi – Libri che raccolgono testimonianze di vita, autobiografie, temi di attualità
- Saggi – Manuali, testi con riflessioni e consigli pratici
- Spiritualitàebenessere – Libri di vario genere, dalla religione alla meditazione, dalla raccolta di insegnamenti antichi a riflessioni e viaggi interiori
- Teenager – Testi dedicati agli adolescenti per trama, approccio e/o temi trattati come il bullismo